# Fritz Darges
Friedrich Fritz Willi Joachim Darges (Dülseberg (hedendaags Diesdorf), 8 februari 1913 - Celle, 25 oktober 2009) was een Duitse officier en SS-Obersturmbannführer (luitenant-kolonel) tijdens de Tweede Wereldoorlog. Hij was ook de adjudant van Adolf Hitler en Martin Bormann. Door onenigheid met Hitler werd hij naar het Oostfront gestuurd.

## Leven
Op 8 februari 1913 werd Fritz Darges in Dülseberg geboren. Hij voltooide een commerciële opleiding. Op 1 april 1933 trad hij in dienst van de Schutzstaffel. Hij werd als SS-Anwärter ingeschaald en werd bij de 5./28. SS Standarte geplaatst. Op 17 april 1933 werd Darges tot SS-Mann bevorderd. Hij werd geschikt bevonden om als officier te worden opgeleid. Op 5 april 1934 werd hij voor de 1e leergang naar de SS-Junkerschule in Bad Tölz gestuurd. Als SS-Junker volgde hij diverse lessen, en werd tot SS-Standartenjunker en op 10 december 1934 tot SS-Standartenoberjunker bevorderd. Hij volgde vanaf 25 januari tot 28 februari 1935 een stage bij het I./SS-Standarte „Deutschland". Na het slagen aan de SS-Junkerschule, werd Darges op 20 april 1935 tot SS-Untersturmführer bevorderd. Vervolgens werd bij de II./SS-Standarte „Deutschland" geplaatst. Die functie vervulde hij tot 17 mei 1935. 
Vanaf 16 september 1936 tot 31 oktober 1939 was hij adjudant van de Stabsleiter des Stellv des Führers Bormann. Op 1 mei 1937 werd Darges van de NSDAP lid. Op 12 september 1937 werd hij tot SS-Obersturmführer bevorderd. 

### Tweede Wereldoorlog
Van 15 tot 23 september 1939 was hij weer bij het SS-Standarte „Deutschland" geplaatst. Daarna diende hij tot 11 oktober 1939 in het I./SS-Standarte „Deutschland". Op 1 juli 1940 werd hij tot SS-Hauptsturmführer in de Waffen-SS bevorderd. Hij vocht tijdens de slag om Frankrijk, en werd met het IJzeren Kruis 1939, 2e Klasse onderscheiden. Daarna werd Darges naar de 7./SS-Standarte „Der Führer“ gecommandeerd, en verbleef daar tot 1 september 1940. Daarna werd hij naar de SS-Unterführerschule in Lauenburg overgeplaatst, waar hij tot 11 oktober 1940 diende. Vanaf 1940 tot 1942 diende hij als ordonnansofficier voor Hitler in het Führerhauptquartier. Op 10 maart 1942 werd hij tot chef van het 3./SS Pz Abt/Wiking benoemd. Darges vocht met deze eenheid tijdens operatie Barbarossa bij de rivier Terek, en raakte op 28 september 1942 zwaargewond. Tijdens zijn genezing werd hij op 1 november 1942 in het SS Pz Ersatz Abt geplaatst. Voor zijn inzet tijdens de gevechten in Rusland, werd hij met het IJzeren Kruis 1939, 1e Klasse onderscheiden. 
Adjudant van Hitler
Vanaf 1 maart 1943 tot 18 juli 1944 was Darges de persoonlijke adjudant van Hitler. Hij was als begeleider voor de veiligheid van Eva Braun en Hitler en zijn omgeving verantwoordelijk. Op 30 januari 1944 werd hij tot  SS-Obersturmbannführer bevorderd. Darges trouwde op 16 mei 1944 met de weduwe barones Renate von Hadeln (geboortenaam Freiin von Thermann). 
Ontslag als adjudant
Volgens Rochus Misch werd hij door Hitler ontslagen, nadat Darges lachte toen Hitler er niet in slaagde een insect weg te jagen dat hem irriteerde. Andere versie: Darges wou geen relatie met Gretl Braun, die verliefd op hem was. Darges vond deze liefde een beetje te gevaarlijk en te weinig privé. Volgens een andere versie had hij het insect moeten vangen en omdat hij het bevel niet opvolgde vanwege onoplettendheid werd hij ontslagen.

#### Oostfront
Op 18 juli 1944 werd hij na onenigheid met Hitler als straf naar het Oostfront gestuurd. Daar werd hij als commandant van het SS-Panzer-Regiment 5 van de 5. SS-Panzer-Division „Wiking“ tijdens de gevechten in Hongarije op 5 april 1945 met het Ridderkruis van het IJzeren Kruis onderscheiden; dit vanwege zijn acties in de nacht van 4 januari 1945. De divisie rukte richting Bicske op en werd door het 41e Garde Geweer Divisie van het 4e Garde Leger gestopt. Darges verkende de Russische linie met verschillende tanks en een Kampfgruppe bestaand uit pantsergrenadiers, en slaagde erin om bij zonsondergang door de linie te breken. Vervolgens legde hij een hinderlaag voor een Russische gevechtsgroep en vernietigde hij vier 122 mm kanonnen, vier 76 mm antitankkanonnen, twaalf vrachtwagens en een aantal bevoorradingsvoertuigen. Daarna viel hij het kasteel Regis aan, waardoor hij het garnizoen dwong zich terug te trekken. Darges werd vervolgens door Sovjetversterkingen omringd, en gedwongen verschillende aanvallen af te slaan. Drie dagen later werden hij door een andere Kampfgruppe van de SS-Wiking afgelost, en liet meer dan dertig Russische tanks vernietigd achter.

## Na de oorlog
Hij werd door het Amerikaans leger geïnterneerd. In mei 1949 werd Darges uit zijn krijgsgevangenschap ontslagen. In 1947 tijdens zijn verblijf in het krijgsgevangenkamp scheidde hij van zijn eerste vrouw. Na de oorlog woonde hij in Cell, Nedersaksen. Darges werkte aanvankelijk bij een autodealer Maussner (Opel Maussner) op de reparatieafdeling. Later werkte hij als bedrijfsleider bij het Duitse Rode Kruis in Celle. In 1952 trouwde Darges met de arts Helene Darges-Sonnemann; zij was in Hamburg tijdens de Tweede Wereldoorlog bij de kindereuthanasie betrokken. In 1993 organiseerde hij een reünie voor Ridderkruisdragers in Celle.
Kort voor zijn dood werd hij door journalisten van de krant Bild bezocht. Zij hadden het bezoek omschreven als "bezoek aan een hardleerse". Zo had Darges de journalisten ontvangen met zijn IJzeren Kruis op tafel.
Hij was eenzaam en hardleers. Hij zat in een rolstoel en was tot het einde over de 'Führer' opgetogen.
In 2000 was de SS-Obersturmbannführer a. D. in de BBC-documentaire „Hitlers Krieg im Osten“ te zien.
In 2009 overleed Darges in Celle.

## Militaire carrière
- SS-Obersturmbannführer: 30 januari 1944[16][8][4][6][17]
- SS-Sturmbannführer der Waffen-SS: 30 januari 1943[18][19][17]
- SS-Hauptsturmführer der Waffen-SS: 1 juli 1940[18] - 4 juli 1940[3]
- SS-Obersturmführer: 12 september 1937[18][3]
- SS-Untersturmführer:[7] 20 april 1935[5][18][3]
- SS-Standartenoberjunker: 10 december 1934[18] - 20 december 1934[3]
- SS-Standartenjunker: 1934[7][3]
- SS-Junker: 5 april 1933[18] - 1934
- SS-Mann: 17 juli 1933[3]
- SS-Anwärter: 1 april 1933[18][3]

## Lidmaatschapsnummers
- NSDAP-nr.:  4 166 963[19][16] (lid geworden 1 mei 1937[3])
- SS-nr.: 72 222[5][3] (lid geworden 1 april 1933[18])

## Onderscheidingen
Selectie:
- Ridderkruis van het IJzeren Kruis op 5 april 1945 als SS-Obersturmbannführer en Commandant van het SS-Panzer-Regiment 5 / 5. SS-Panzer-Division Wiking / IV.SS-Panzerkorps / Heeresgruppe Süd[18][8][4][20][21][3][16]
- IJzeren Kruis 1939, 1e Klasse[21] (19 augustus 1942[3][18][16]) en 2e Klasse[21][19] (15 juli 1940[18][3][16])
- Panzerkampfabzeichen[16] in zilver (zonder getal)[21] op 8 september 1942[18][3]
  - II Stufe "25" op 16 oktober 1944[18][3]
- Gewondeninsigne 1939 in zwart[21] op 14 december 1942[3]
- Ehrendegen des Reichsführers-SS[19][21][16]
- SS-Ehrenring[19][21][16]
- Dienstonderscheiding van de SS, 3e Graad (8 dienstjaren)[21][3]